# الطويلة (حزم العدين)

تعديل مصدري - تعديل

الطويلة محلة تابعة لقرية وادي عظمان، التابعة لعزلة حقين بمديرية حزم العدين إحدى مديريات محافظة إب في الجمهورية اليمنية، بلغ تعداد سكانها 63 حسب تعداد اليمن لعام 2004.